# 米哈伊利夫卡 (丘胡伊夫區)
49°39′49″N 36°55′0″E / 49.66361°N 36.91667°E
米哈伊利夫卡（烏克蘭語：Михайлівка）是位於烏克蘭東部的村莊，由哈爾科夫州丘胡伊夫区的奇卡洛夫斯凱市鎮負責管轄。該村始建於1939年，面積0.46平方公里，海拔高度153米，2001年人口206，人口密度每平方公里447.8人。